# Karsten Mende
Karsten Mende (* 14. Januar 1968 in Gadderbaum) ist ein ehemaliger deutscher Eishockeyspieler, der unter anderem für den Kölner EC bzw. die Kölner Haie in der Bundesliga und Deutschen Eishockey Liga (DEL) aktiv war und mit dem Verein einmal Deutscher Meister. Zuletzt war er bis Ende 2018 Manager der Iserlohn Roosters.

## Karriere
Karsten Mende spielte in Nachwuchsmannschaften des ECD Iserlohn, bevor er in der Saison 1988/89 in der Oberliga-Mannschaft des Nachfolgevereins ECD Sauerland debütierte. Die Mannschaft stieg in die 2. Bundesliga auf und wurde in der folgenden Spielzeit 1989/90 direkt Zweitliga-Meister. Nach insgesamt drei Jahren im Profiteam des ECD wechselte er zur Saison 1991/92 zum Kölner EC in die Bundesliga, bei dem er sechs Jahre blieb. In der Saison 1992/93 wurde Mende zum besten Verteidiger der Liga gewählt. In der Saison 1994/95, der ersten der neu gegründeten Deutschen Eishockey Liga (DEL), gewann er mit dem in Kölner Haie umbenannten Team die deutsche Meisterschaft.
Im Sommer 1997 unterschrieb Mende beim Braunlager EHC aus der zweitklassigen 1. Liga. Nach einem Jahr wechselte zu den Crocodiles Hamburg. Während der Saison 1999/00 erfolgte der Wechsel zum Iserlohner EC. Dort absolvierte er 33 Spiele und beendete anschließend seine Karriere.

### Funktionärskarriere
Nach dem Ende seiner Spielerkarriere übernahm Mende Aufgaben in der sportlichen Leitung und wurde schließlich Manager der Iserlohn Roosters, die 2000 in die DEL aufgestiegen waren. Obwohl der Etat der Roosters stets zu den niedrigsten der Liga zählte, stellte er in Zusammenarbeit mit den jeweiligen Trainern immer eine konkurrenzfähige Mannschaft auf, sodass bis zum Aussetzen der Auf- und Abstiegsregel ab 2007 immer die Klasse gehalten werden konnte. In der Saison 2014/15 wurde Mende als DEL-Manager des Jahres ausgezeichnet.
Am 26. Dezember 2018 erlitt Mende einen Schlaganfall, woraufhin er seine Tätigkeit als Manager der Roosters beendete.

### International
Der Verteidiger wurde in der ersten Hälfte der 1990er Jahre regelmäßig für die deutsche Nationalmannschaft nominiert. Unter anderem nahm er an der Weltmeisterschaft 1993 teil.

## Erfolge und Auszeichnungen
- 1989 Aufstieg in die 2. Bundesliga mit dem ECD Sauerland
- 1990 Meister der 2. Bundesliga mit dem ECD Sauerland
- 1993 Bester Verteidiger der Bundesliga
- 1995 Deutscher Meister mit den Kölner Haien
- 2015 DEL-Manager des Jahres

## Karrierestatistik

### International
Vertrat Deutschland bei:
- Weltmeisterschaft 1993

(Legende zur Spielerstatistik: Sp oder GP = absolvierte Spiele; T oder G = erzielte Tore; V oder A = erzielte Assists; Pkt oder Pts = erzielte Scorerpunkte; SM oder PIM = erhaltene Strafminuten; +/− = Plus/Minus-Bilanz; PP = erzielte Überzahltore; SH = erzielte Unterzahltore; GW = erzielte Siegtore; 1 Play-downs/Relegation; Kursiv: Statistik nicht vollständig); 2außer Saison 1998/99; 3nur Saison 1998/99